# Branislav Janković
Branislav Janković (in serbo Бранислав Јанковић?; Cattaro, 8 febbraio 1992) è un calciatore montenegrino, centrocampista svincolato.

## Carriera

### Club
Ha esordito nella massima serie montenegrina con il Grbalj nella stagione 2008-2009.
Nell'estate del 2015 è passato ai serbi del Čukarički.

### Nazionale
Ha esordito con la nazionale montenegrina il 23 maggio 2014 in Slovacchia-Montenegro (2-0).